# النقل بالسكك الحديدية في اليابان

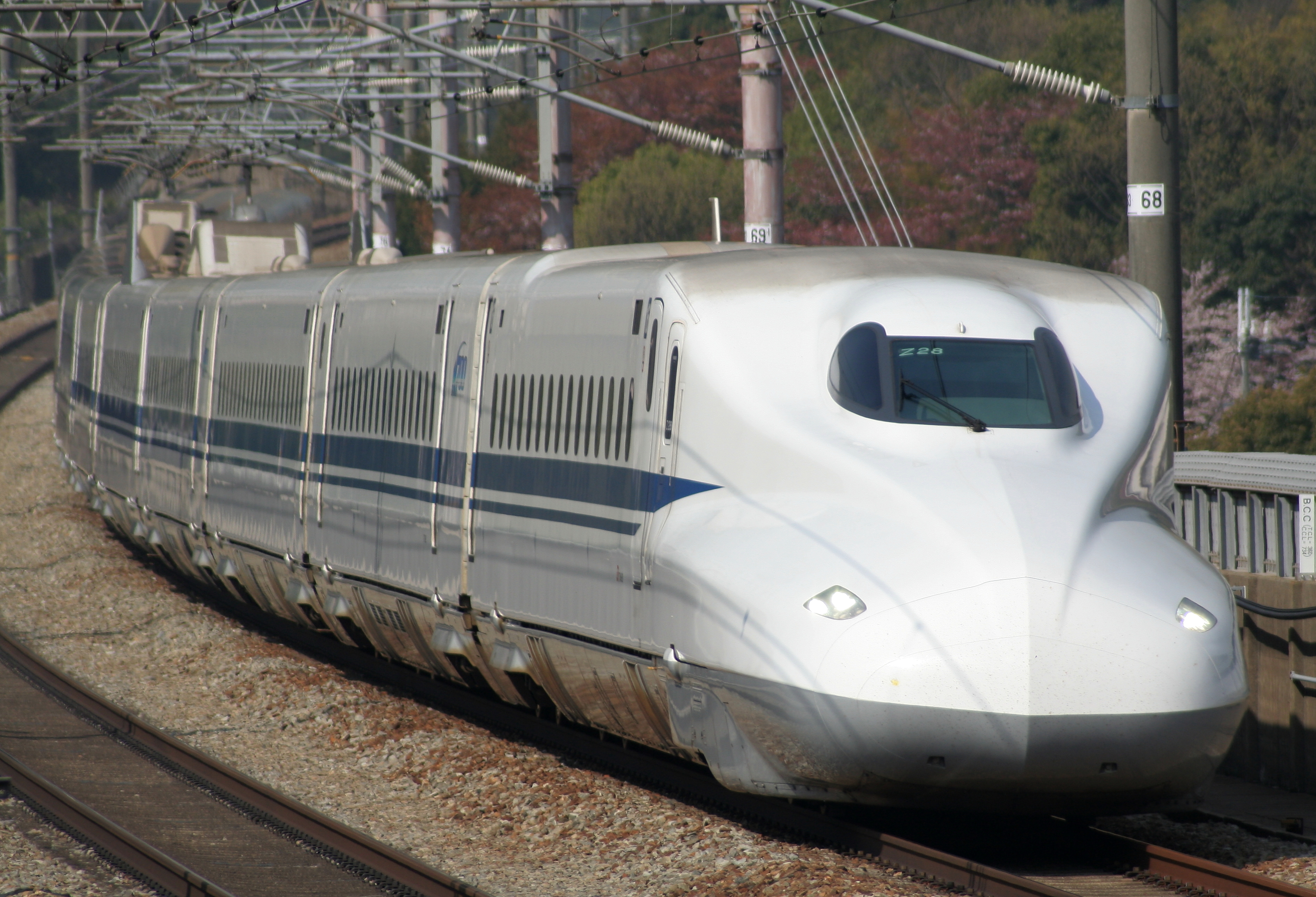
قطارة شينكانسن من مجموعة N700

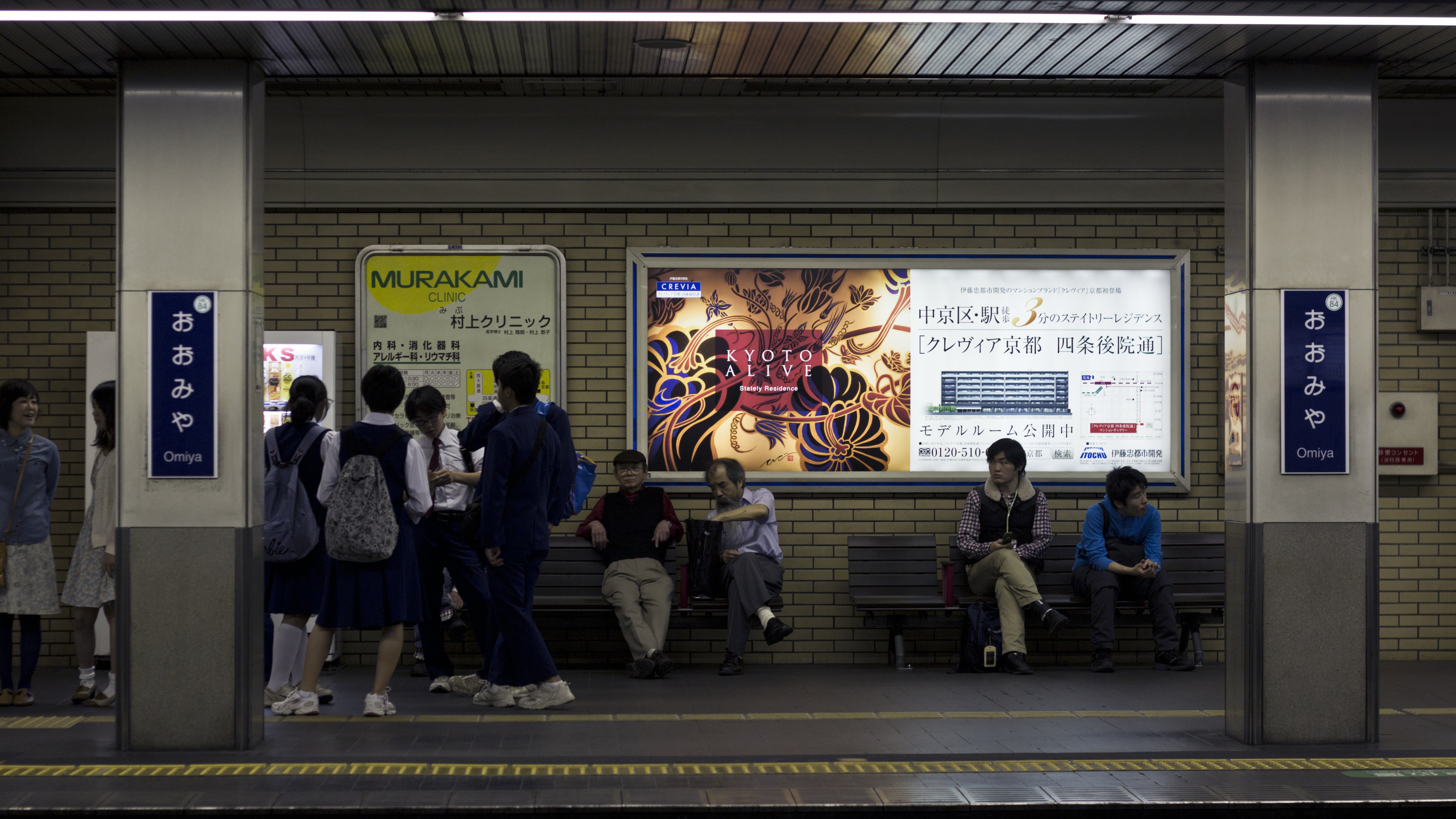
محطة قطار في كيوتو

النقل بالسكك الحديدية في اليابان عبارة عن وسيلة رئيسية للنقل، وخاصة بالقطارات عالي السرعة بين المدن الكبرى وركاب النقل في المناطق الحضرية، يتم استخدامه بنسبة قليلة نسبيا لنقل البضائع، وهو ما يمثل فقط 0. 84% من السلع المنقلة، وقد أصبحت الشبكة ذات كفاءة عالية، ولا تتطلب إعانات كبيرة وتشتغل بدقة مواعيد عالية.